# Mathilde Lavenne
Mathilde Lavenne, est une artiste contemporaine française et réalisatrice basée en France.

## Biographie
Au terme dʼétudes en cultures espagnoles et latino-américaines, Mathilde Lavenne obtient un Master à l'université des arts plastiques de Lille 3 et un DNSEP à l'école supérieure des beaux arts de Tourcoing, suivi d'un passage à la HEAR, Haute école des arts du Rhin de Strasbourg. Diplômée du Fresnoy, Studio national des arts contemporains en 2016, elle se spécialise dans l’animation, le cinéma, l’art vidéo et les installations numériques.
En 2014, elle part à la rencontre d'un glacier et capte ses cristallisations, dans le film Focus on Infinity, récompensé par le prix Talents d’eau de la Fondation François Schneider en 2015.
En 2016, elle créé une installation numérique Artefact Digital Necrophony #0, pour communiquer avec l’au-delà numérique.
En 2018-2019, elle réside à la Casa de Velázquez à Madrid. En 2018, elle réalise TROPICS au Mexique, récompensé par le Prix Golden Nica en animation par le Festival Ars Electronica à Linz en Autriche, le prix Vidéoformes du conseil général du Puy de Dôme à Clermont Ferrand et le prix du meilleur court métrage expérimental au Festival international du film de Ann Arbor aux États Unis. Il est programmé en première au Festival International du film de Rotterdam (IFFR). Dans ce film, l’artiste utilise un scanner pour capturer l’invisible,.
En 2019, l’artiste est pensionnaire de l’académie de France à Madrid, la Casa de Velazquez. Elle s’intéresse au rayonnement cosmique et à la physique des particules au CERN à Genève. Son film Solar Echoes questionne les échelles d’espace et de temps à travers le mouvement de la centrale thermo solaire Gemasolar située en Andalousie.
En 2021, elle est en résidence à la cité internationale des arts de Paris et elle collabore avec la compositrice Diana Syrse dans le cadre d’une commande du National Sawdust pour le Bethmorrison project à New York.  
En 2024, elle est résidente de la Villa Albertine au Texas.   

### Filmographie
- Story of leaving (2021)[14]en collaboration avec Diana Syrse
- Solar Echoes (2020)[15] composition musicale de Léonore Mercier
- TROPICS (2018)[16] composition musicale de Léonore Mercier
- Artefact Digital Necrophony (2016)[17] composition algorithmique de Daniel Cabanzo
- Focus on infinity (2015)[18]composition musicale de Léonore Mercier
- Made of Dust (2013)[19] collaboration avec l'artiste Léonie Young

### Récompenses
- Prix Vidéoformes du Conseil Général du Puy de Dôme, Clermont Ferrand (2020)
- Best experimental short award, Ann Arbor Film Festival, États Unis (2019)[20]
- Mention spéciale, jury experimental, Festival Tous-courts, Aix en Provence, France (2019)[21]
- Golden Nica, Computer Animation, Ars Electronica, Linz, Austria (2019)[22]
- Prix de la Fondation François Schneider, Wattwiller, France (2015)
- Prix Pierre Schaeffer, Scam, Paris, France (2013)